# Peter Hurtaj
Peter Hurtaj (ur. 11 września 1979 w Topolczanach) – słowacki hokeista.
Jego brat Ľubomír (ur. 1975) także został hokeistą.

## Kariera
- VTJ Topolczany (1997–2004)
- HK Preszów (2004)
- VTJ Topolczany (2004–2006)
- Stoczniowiec Gdańsk (2006–2007)
- TKH Toruń (2007)
- HC 07 Prešov (2007–2008)
- Stoczniowiec Gdańsk (2008–2009)
- HC Topolczany (2009–2010)
- HK Dukla Michalovce (2010–2011)
- HC 07 Prešov (2011)
- HC Topolczany (2011–2015)